# Chef-du-Pont
Chef-du-Pont és un municipi francès situat al departament de la Manche i a la regió de Normandia. L'any 2007 tenia 755 habitants.

## Demografia

### Població
El 2007 la població de fet de Chef-du-Pont era de 755 persones. Hi havia 320 famílies de les quals 96 eren unipersonals (44 homes vivint sols i 52 dones vivint soles), 108 parelles sense fills, 96 parelles amb fills i 20 famílies monoparentals amb fills.
La població ha evolucionat segons el següent gràfic:
Habitants censats

### Habitatges
El 2007 hi havia 362 habitatges, 326 eren l'habitatge principal de la família, 14 eren segones residències i 22 estaven desocupats. 307 eren cases i 50 eren apartaments. Dels 326 habitatges principals, 192 estaven ocupats pels seus propietaris, 132 estaven llogats i ocupats pels llogaters i 2 estaven cedits a títol gratuït; 10 tenien dues cambres, 47 en tenien tres, 110 en tenien quatre i 159 en tenien cinc o més. 258 habitatges disposaven pel capbaix d'una plaça de pàrquing. A 164 habitatges hi havia un automòbil i a 117 n'hi havia dos o més.

### Piràmide de població
La piràmide de població per edats i sexe el 2009 era:
| Homes | Edats   | Dones |
| ----- | ------- | ----- |
| 0     | 95 o +  | 0     |
| 0     | 90 a 94 | 0     |
| 0     | 85 a 89 | 4     |
| 0     | 80 a 84 | 0     |
| 24    | 75 a 79 | 24    |
| 28    | 70 a 74 | 24    |
| 16    | 65 a 69 | 28    |
| 16    | 60 a 64 | 36    |
| 12    | 55 a 59 | 12    |
| 36    | 50 a 54 | 28    |
| 8     | 45 a 49 | 16    |
| 36    | 40 a 44 | 12    |
| 48    | 35 a 39 | 32    |
| 12    | 30 a 34 | 36    |
| 32    | 25 a 29 | 20    |
| 4     | 20 a 24 | 12    |
| 20    | 15 a 19 | 28    |
| 48    | 10 a 14 | 16    |
| 20    | 5 a 9   | 32    |
| 32    | 0 a 4   | 12    |

## Economia
El 2007 la població en edat de treballar era de 452 persones, 325 eren actives i 127 eren inactives. De les 325 persones actives 279 estaven ocupades (157 homes i 122 dones) i 46 estaven aturades (23 homes i 23 dones). De les 127 persones inactives 48 estaven jubilades, 35 estaven estudiant i 44 estaven classificades com a «altres inactius».

### Ingressos
El 2009 a Chef-du-Pont hi havia 327 unitats fiscals que integraven 753,5 persones, la mediana anual d'ingressos fiscals per persona era de 15.101 €.

### Activitats econòmiques
Dels 16 establiments que hi havia el 2007, 6 eren d'empreses alimentàries, 1 d'una empresa de construcció, 3 d'empreses de comerç i reparació d'automòbils, 1 d'una empresa de transport, 2 d'empreses d'hostatgeria i restauració, 1 d'una empresa immobiliària, 1 d'una empresa de serveis i 1 d'una empresa classificada com a «altres activitats de serveis».
Dels 3 establiments de servei als particulars que hi havia el 2009, 1 era una oficina de correu, 1 lampisteria i 1 perruqueria.
Dels 4 establiments comercials que hi havia el 2009, 1 era una botiga de més de 120 m², 1 una botiga de menys de 120 m², 1 una fleca i 1 una botiga de material de revestiment de parets i terra.
L'any 2000 a Chef-du-Pont hi havia 4 explotacions agrícoles.

## Equipaments sanitaris i escolars
El 2009 hi havia una escola elemental.

## Poblacions més properes
El següent diagrama mostra les poblacions més properes.